# CF Amposta
CF Amposta is een Spaanse voetbalclub uit Amposta in de regio Catalonië. De club heeft als thuisstadion het Estadi Municipal d'Amposta, dat 3.000 plaatsen heeft.

## Geschiedenis
CF Amposta werd in 1915 opgericht als Club Esportiu Amposta. Na de Spaanse Burgeroorlog werd de clubnaam veranderd naar CF Amposta. Jarenlang speelde de club in de regionale Catalaanse divisies. In het seizoen 2006/2007 speelde CF Amposta voor het eerst in de historie in de Primera Divisió Catalana, de hoogste Catalaanse amateurdivisie. In 2008 behaalde de club promotie naar de Tercera División, het vierde Spaanse profniveau.